# Mamá Ladilla
Mamá Ladilla est un groupe espagnol de rock, originaire de Madrid.

## Histoire

### Débuts
Les trois membres de Mamá Ladilla se connaissaient déjà avant de former le groupe en raison de leur présence commune dans différents groupes musicaux, si bien qu'en septembre 1994, ils décident de former un groupe qui deviendrait finalement un trio, en utilisant comme répertoire les chansons que Juan Abarca commençait à composer. Rapidement, et comme ils étaient tous immergés dans le monde de la musique depuis un certain temps, il ne leur est pas difficile de commencer à donner des concerts dans différents endroits, désormais définitivement en tant que trio et sous le nom de Mamá Ladilla.
C'est précisément lors d'un de ces premiers concerts, à la Sala Siroco de Madrid, en novembre 1994, que la prestation est enregistrée sur cassette par le technicien du son ; cette cassette s'intitulera plus tard Directamente a la basura sans aucun mixage préalable et, en introduisant également quelques morceaux faits maison enregistrés par Juan Abarca ; il s'agit de la première démo du groupe. Ce dernier commande quelques centaines de copies que chaque membre distribue ensuite à une multitude d'amis et de connaissances, si bien que Mamá Ladilla devient en peu de temps un groupe plus ou moins connu, du moins dans les milieux alternatifs.
Grâce à la diffusion de la démo, le groupe a pu se produire plus fréquemment et dans des endroits où le public était plus nombreux, ce qui lui a permis de signer son premier contrat d'enregistrement avec le label Boa Música et de sortir en 1996 son premier album officiel mais deuxième œuvre, Arzobispofobia. Cette œuvre, qui comprend quelques chansons de la démo, bien que la majeure partie de son répertoire soit constituée de nouvelles chansons, est produite conjointement par le groupe et Daniel Sánchez.
En 1997, grâce aux bonnes ventes de Arzobispofobia, Mamá Ladilla est signé par une agence de management et donne un concert dans la salle KTdral de Madrid, d'une capacité d'environ mille personnes ; au moyen d'une campagne d'affichage massive, ils essaient de remplir la salle, et finalement le spectacle est un succès, dépassant la capacité maximale de l'endroit. Les attentes étant satisfaites, le groupe signe un nouveau contrat avec la multinationale RCA, qui remastérise et réédite Arzobispofobia en 1998.

### Premiers albums
En 1998, Mamá Ladilla enregistre son deuxième album chez RCA, Naces, creces, te jodes y mueres, dont le titre est tiré d'une des chansons de la démo. Cet enregistrement est produit par Tony López et Marisa Martín. Juste avant la sortie de l'album, le groupe entame une tournée nationale, avec plus de 60 concerts et des représentations dans les principaux festivals de musique du pays, qui a duré deux ans.
Cependant, les attentes créées pour le groupe ne sont pas satisfaites : les concerts ne rassemblent pas autant de public que prévu et les ventes du deuxième album sont inférieures à ce qu'ils pensaient. Le groupe quitte donc la multinationale à l'amiable et signe avec un label indépendant, Bliss Records ; ils organisent à nouveau eux-mêmes les concerts et se produisent dans des salles plus petites. Après environ un an, Mamá Ladilla est redevenu un groupe comme à ses origines, avec un plus grand contact avec son public.
En 1999, le groupe enregistre à Producciones Peligrosas, un studio d'enregistrement à Peligros (Grenade), leur troisième album, Requesound, publié par Bliss Records. Cet enregistrement est réalisé pratiquement en direct, sans aucun mixage, ce qui donne une plus grande fraîcheur que dans les autres œuvres ; la production est à nouveau réalisée par le groupe lui-même avec quelqu'un d'autre, dans ce cas le technicien du son, Jass.
Pour Power de mí, le quatrième album du groupe, sorti en 2001, les lignes directrices sont plus ou moins les mêmes que pour Requesound : le groupe enregistre chez Bliss Records à Producciones Peligrosas, et Jass et Mamá Ladilla sont à nouveau chargés de la production. À cette époque, le groupe ouvre la première version de son site web officiel, et fait une tournée, 2001, qu'ils appellent Borriquito Como Tour.

### Du5eau8ealbum
Analfabada est le cinquième album de Mamá Ladilla, également enregistré chez Producciones Peligrosas, mais cette fois-ci en changeant de label ; cette fois-ci ils enregistrent avec BKT, et le nouvel album paraît en l'an 2002. La tournée qui accompagne l'album s'appelle Abuelito Dime Tour et, bien que les concerts soient assez éloignés dans le temps, il s'agit d'une tournée assez étendue.
À l'occasion du dixième anniversaire du groupe en 2004, Mamá Ladilla décide de le célébrer en rééditant au début de cette année la démo avec laquelle ils se sont fait connaître, remasterisée spécialement pour l'occasion et incorporant un livret avec des anecdotes et les paroles des chansons ainsi que plusieurs titres bonus extraits de diverses prestations live ou d'enregistrements inédits. L'album est rebaptisé Directamente de la basura : Diez años macerando. Toujours cette année-là, le groupe sort uniquement sur Internet, en téléchargement gratuit, un album intitulé Brown Album, qui contient des versions d'autres artistes avec des paroles modifiées, et Brown Single, suivant la même approche mais n'incluant que deux chansons.
En mai 2005 paraît le sixième album du groupe, Autorretrete, avec lequel ils retournent chez Boa, le label avec lequel ils ont enregistré leur premier album, Arzobispofobia. Enregistré cette fois dans les studios Korsakov, à Madrid, et produit désormais uniquement par Mamá Ladilla, il représente l'une des œuvres du groupe les plus célébrées par les fans ; en outre, Juan Abarca fonde le groupe parallèle Engendro, avec lequel il réalisera des versions similaires à celles de Brown Album et de Brown Single. La tournée qui accompagne le nouvel album et qui est présentée comme celle de 2005 est appelée Autorretretretour. Fin 2007, le premier changement de line-up en 13 ans d'histoire du groupe a lieu : le bassiste Llors Merino quitte le groupe, et est remplacé par Javier Rojas.
Le 5 juillet 2010, Juan Abarca, par le biais d'une déclaration sur le site officiel du groupe, a révélé quelques détails sur le 8e album de Mamá Ladilla. Il publie également un titre en avant-première, Jamón Beibe, téléchargeable sur le site du groupe. Le 14 septembre 2010, Jamón Beibe, un livre-album de 96 pages avec une heure d'audio qui marque les débuts du bassiste Javier Rojas avec le groupe, est publié.

### Derniers albums
En avril 2014, ils sortent un nouvel EP intitulé Bilis, édité internationalement par le label Rodado Ponchado Recordz, basé à Boston, qui invite le groupe à une tournée américaine en tête d'affiche en novembre 2014. Bien qu'au moment de la sortie de l'EP Javi Rojas ne fasse plus partie du groupe, il participe à l'enregistrement de l'EP avant sa sortie. En juillet 2013, Sergio González rejoint le groupe en remplacement de Javier Rojas, et en septembre 2014, Abel del Fresno prend la batterie après le départ de Ferro. Avec ce nouveau line-up, le groupe sort l'album Coprofonía en mars 2015, composé de 12 chansons. Deux ans plus tard, en juin 2017, sort le premier album live du groupe Un bis y a la cama. 
En mars 2018, le groupe sort un album sous le nom de Quién pudriera. Il est suivi en 2021 par Exhuma y sigue, leur neuvième,, et premier depuis la pandémie de Covid-19.

## Membres

### Membres actuels
- Juan Abarca - guitare, chant
- Sergio González - basse, chœurs
- Abel del Fresno - batterie

### Anciens membres
- Llors Merino - basse, chœurs (1994-2007)
- Javier Rojas - guitare basse, chœurs (2007-2013)
- Ferro - batterie (1994-2014)

## Discographie
- 1994 : Directamente a la basura (démo)
- 1996 : Arzobispofobia
- 1998 : Naces, creces, te jodes y mueres
- 1999 : Requesound
- 2001 : Power de mí
- 2002 : Analfabada
- 2004 : Directamente de la basura: Diez años macerando (réédition de la première démo)
- 2005 : Autorretrete
- 2010 : Jamón beibe
- 2014 : Bilis (EP)
- 2015 : Coprofonía
- 2017 : Un bis y a la cama (album live)
- 2018 : Quién pudriera
- 2021 : Exhuma y sigue